# مارکوس کورنلیوس فرونتو
مارکوس کورنلیوس فرونتو (حدود ۱۰۰ – اواخر دهه ۱۶۰۰ پس از میلاد)، معروف به فرونتو ، استاد دستور زبان، سخنور و مدافع رومی بود. او با اصالت بربر در سیرتا ( کنستانتین امروزی، الجزایر ) در نومیدیه به دنیا آمد. او کنسول نوندینیوم ژوئیه تا اوت ۱۴۲ با گایوس لابریوس پریسکوس به عنوان همکارش بود.  امپراتور آنتونینوس پیوس او را به معلمی پسران خوانده‌اش، امپراتورهای آینده مارکوس اورلیوس و لوسیوس وروس منصوب کرد.

## زندگی
فرونتو در سال ۱۰۰ میلادی در پایتخت نومیدیه، سیرتا به‌دنیا آمد. او خود را به‌عنوان یک لیبیایی از لیبیایی‌های کوچ‌نشین معرفی کرد. او در کودکی توسط آموزگار یونانی به نام آریدلوس آموزش دید.
بعدتر، او تحصیلات خود را در رم با فیلسوف آتنودوتوس و خطیب دیونیزیوس ادامه داد.  
او به‌سرعت چنان شهرتی به‌عنوان وکیل و خطیب به دست آورد که فقط پس از سیسرو در رتبه دوم قرار می‌گرفت. او ثروت زیادی جمع‌آوری کرد، ساختمان‌های باشکوهی ساخت و باغ‌های ماسنایاس معروف را خریداری کرد.
در سال ۱۴۲ میلادی، او برای دو ماه (اوت و سپتامبر) کنسول بود. اما به دلیل وضعیت نامناسب سلامتی از پذیرش پروکنسولی آسیا خودداری کرد. سال‌های پایانی زندگی‌اش با از دست دادن تمام فرزندانش به‌جز یک دختر، تلخ شد.  
استعدادهای او به‌عنوان یک خطیب و بلاغت‌دان به شدت مورد تحسین معاصرانش قرار گرفت و برخی از آنان بعدها به‌عنوان تشکیل‌دهندگان مکتبی به نام فرونتونیانی شناخته شدند. هدف او در تدریس، القای استفاده دقیق از زبان لاتین به‌جای تصنعات نویسندگانی مانند سنکای جوان در قرن اول میلادی بود و او خواندن دقیق آثار نویسندگان پیش از سیسرو را برای یافتن "واژه‌های نادر و غیرمنتظره" تشویق می‌کرد. او سیسرو را به دلیل بی‌توجهی به این ظرافت‌ها مورد انتقاد قرار می‌داد، هرچند که نامه‌های او را بی‌قید و شرط تحسین می‌کرد.  
او احتمالاً در اواخر دهه ۱۶۰ میلادی بر اثر طاعون آنتونین که پس از جنگ پارت‌ها رخ داد، درگذشت، هرچند اثبات قطعی وجود ندارد. C.R. Haines ادعا می‌کند که او در سال ۱۶۶ یا ۱۶۷ میلادی درگذشت.

## آثار به جا مانده
تا سال ۱۸۱۵، تنها آثار موجود که به اشتباه به فرونتو نسبت داده شده بودند، دو رساله دستوری به نام‌های De nominum verborumque differentiis و Exempla elocutionum بودند (که دومی در واقع توسط آروسیانوس مسیوس نوشته شده بود). در آن سال، آنجلو مای در کتابخانه آمبروزیان در میلان یک نسخه پالیمپسست کشف کرد که شامل برخی از نامه‌های فرونتو به شاگردان امپراتوری‌اش و پاسخ‌های آنان بود. چهار سال بعد، مای چندین برگ دیگر از این نسخه را در واتیکان پیدا کرد. این پالیمپسست‌ها در اصل متعلق به صومعه بوبیو معروف سنت کلومبانوس در بوبیو بودند و راهبان بر روی آنها اعمال شورای اول شورای خلقیدون را نوشته بودند.
نامه‌های پالیمپسست آمبروزیان به همراه دیگر قطعات در سال ۱۸۱۵ در رم منتشر شدند. متون واتیکانی در سال ۱۸۲۳ به این مجموعه اضافه شدند، همان‌طور که پایان اثر او به نام Gratiarum actio pro Carthaginiensibus از نسخه خطی دیگری در واتیکان اضافه شد.  
تا سال ۱۹۵۶، برنهارد بیشوف یک نسخه خطی سوم (شامل یک برگ) را شناسایی کرد که شامل قطعاتی از مکاتبات فرونتو با وروس بود و با پالیمپسست میلان هم‌پوشانی داشت. با این حال، نسخه خطی مذکور نخستین بار در سال ۱۷۵۰ توسط دام تاسین منتشر شد که گمان می‌کرد این اثر ممکن است کار فرونتو باشد.
این قطعات برای پژوهشگران دوره رمانتیک ناامیدکننده بودند، زیرا با شهرت بزرگ نویسنده همخوانی نداشتند. بخشی از این امر به این دلیل بود که آموزه‌های فرونتو، با تأکید بر مطالعه نویسندگان باستانی برای یافتن واژگان برجسته، با سلیقه رایج زمان مطابقت نداشت (ایتالیا، که نه تنها مای بلکه لئوپاردی از آن‌ها به وجد آمده بودند، یک استثنا بود). بخشی دیگر به این دلیل بود که این قطعات هیچ حمایتی از فرضیه‌ای که فرونتو را یک مشاور خردمند برای مارکوس اورلیوس می‌دانست، ارائه نمی‌کردند (در واقع، آن‌ها هیچ اثری از مشاوره سیاسی ندارند). همچنین شکایات مکرر او از مشکلات سلامتی، به‌ویژه آن‌هایی که در کتاب پنجم Ad M. Caesarem گردآوری شده‌اند، بیشتر باعث آزردگی خاطر شدند تا دلسوزی.  
این قضاوت‌های منفی زمانی تغییر یافت که فرونتو به‌عنوان آنچه بود خوانده شد، نه آنچه نبود؛ همان‌طور که در بررسی همدلانه دوروتی براک، مطالعاتی درباره فرونتو و عصر او مشاهده شد.
بخش عمده‌ای از نامه‌ها شامل مکاتبات با آنتونینوس پیوس، مارکوس اورلیوس و لوسیوس وروس است که شخصیت شاگردان فرونتو را در نوری بسیار مطلوب نشان می‌دهد، به‌ویژه در محبتی که به نظر می‌رسد هر دوی آن‌ها برای استاد قدیمی خود حفظ کرده‌اند.  
همچنین نامه‌هایی به دوستان وجود دارد که عمدتاً توصیه‌نامه هستند، اما یکی از آن‌ها (Ad amicos 1. 19) شامل شکایت فرونتو، که در وضعیت خوبی نیست، می‌باشد (ego epistulas invitissime scribo، "من از نوشتن نامه متنفرم") که از تلاش‌های اولوس گلیوس برای تهیه نسخه‌هایی از نوشته‌هایش برای انتشار انتقاد می‌کند. (فرونتو در پنج فصل از Noctes Atticae ظاهر می‌شود، هرچند ذائقه‌های او گاهی به نظر می‌رسد به ذائقه‌های گلیوس نزدیک‌تر باشد تا آنچه در نامه‌ها نشان داده شده است.)  
این مجموعه همچنین شامل رساله‌هایی در باب بلاغت، برخی قطعات تاریخی، و قطعات ادبی بی‌اهمیت در موضوعاتی مانند ستایش دود و گردوغبار، بی‌توجهی، و رساله‌ای درباره آریون است. علاوه بر این، قطعه‌ای از یک سخنرانی توسط مینوسیوس فلیکس (Octavius 9. 6–7) حفظ شده است که در آن فرونتو مسیحیان را به برگزاری مراسم زنای با محارم متهم می‌کند.
مارکوس اورلیوس در کتاب تأملات خود چیزی درباره آموزش‌های بلاغی فرونتو نمی‌گوید؛ و حتی با وجود نوشتن به زبان یونانی، از استاد بلاغت یونانی خود و دوست دیرینه‌اش هرودس آتیکوس نیز نامی نمی‌برد. با این حال، او فرونتو را به دلیل آموزش دادن درباره رذایل استبداد و کمبود محبت در طبقه بالای روم تحسین می‌کند (۱.۱۱). از آنجا که مورد اول کلیشه‌ای رایج بود، ممکن است اشاره‌ای پنهان به زندگی تحت حکومت هادریان باشد، کسی که فرونتو به طور معکوس ادعا می‌کند او را بیشتر از ترس می‌شناخت تا عشق. اما مورد دوم توسط اظهارنظر استاد تأیید می‌شود که می‌گوید هیچ معادل لاتینی برای واژه یونانی philóstorgos، به‌معنای "عاطفی" وجود ندارد.  
نامه‌های میان اورلیوس و فرونتو که ماهیت صمیمی رابطه آن‌ها را آشکار می‌کنند، تنها نامه‌های عاشقانه باقی‌مانده از دوران باستان هستند.
ادیسیو پرینچپس (به لاتین: نسخه اولیه) توسط مای منتشر شد، همان‌طور که در بالا توضیح داده شد؛ نسخه استاندارد، متن توبنر توسط م. فان دن هوت (لایپزیگ، ۱۹۸۸) است. کتابخانه کلاسیک لوب نسخه‌ای از مکاتبات فرونتو را همراه با ترجمه انگلیسی توسط C. R. Haines در دو جلد (۱۹۱۹–۱۹۲۰) منتشر کرد؛ اگرچه متن آن قدیمی است، همچنان مورد توجه است. فان دن هوت همچنین یک تفسیر جامع به زبان انگلیسی منتشر کرد (لیدن، ۱۹۹۹).

## لینک های خارجی
- مکاتبات مارکوس کورنلیوس فرونتو. ویرایش و ترجمه CR Haines (1919). جلد 1 ، جلد 2, در آرشیو اینترنت . پیوندهای جایگزین به همان: Loeb edition vol. 1 و نسخه لوب جلد. 2
- M. Cornelius Fronto: Epistulae (متن لاتین)
- This article incorporates text from a publication now in the public domain: Chisholm, Hugh, ed. (1911). "Fronto, Marcus Cornelius". Encyclopædia Britannica (به انگلیسی) (11th ed.). Cambridge University Press.  قرار می دهد